# Oktav (Liturgie)
Oktav (von lateinisch octavus ‚der achte‘) bezeichnet in der katholischen Liturgie zum einen den achten Tag (Oktavtag) nach einem Hochfest im Kirchenjahr, der als dessen Nachklang und Abschluss begangen wird, wie auch die achttägige Festwoche (Oktav) vom Fest bis zu seinem Oktavtag. Dabei wird nach der historischen Inklusivzählung gezählt, die den Oktavtag als achten Tag miteinschließt; der Oktavtag fällt somit auf den gleichen Wochentag wie das Hochfest.

## Römisch-katholische Kirche
Seit dem 13. Jahrhundert hatten alle größeren Feste eine Oktav. Ab 1955 wurde deren Zahl stark reduziert, und die 1969 in Kraft getretene Grundordnung des Kirchenjahres, durch die die Liturgiereform des Zweiten Vatikanischen Konzils umgesetzt wurde, sieht nur noch zwei Oktaven vor: die Oster- und die Weihnachtsoktav.

### Osteroktav
Jeder der ersten acht Tage der Osterzeit – die Osteroktav zwischen dem Ostersonntag und dem Weißen Sonntag – wird wie ein Hochfest begangen und hat eigene liturgische Texte. In den Messfeiern der Woche werden an den Werktagen in der 1. Lesung die Kapitel 2 bis 4 der Apostelgeschichte als Bahnlesung gelesen, als Evangelium die Erscheinungsberichte des auferstandenen Christus: Mt 28,8–19 , Joh 20,11–18 , Lk 24,13–35 , Lk 24,35–48 , Joh 21,1–14 , Mk 16,9–15 . Vor der Liturgiereform von 1969/70 sprach man auch von der Osterwoche, die eine andere Leseordnung der Schrifttexte hatte.

### Weihnachtsoktav
Weihnachten hat eine Oktav, in die folgende Feste mit liturgischen Texten vom Heiligenfest fallen:
- Am 25. Dezember das Hochfest der Geburt des Herrn
- Am 26. Dezember das Fest des hl. Märtyrers Stephanus.
- Am 27. Dezember das Fest des hl. Evangelisten und Apostels Johannes.
- Am 28. Dezember das Fest der Unschuldigen Kinder.
- Der 29., 30. und 31. Dezember sind Tage in der Oktav, die liturgischen Texte der Tagesmesse sind den Messfeiern an Weihnachten entnommen.
- Am Sonntag in der Oktav ist das Fest der Heiligen Familie. Fällt der 25. Dezember auf einen Sonntag, wird das Fest der Heiligen Familie am 30. Dezember begangen.
- Am 1. Januar, dem Oktavtag (früher auch Ebenweihtag), ist das Hochfest der Gottesmutter Maria (Neujahr) und der Namensgebung Jesu, in der außerordentlichen Form des römischen Ritus das Fest der Beschneidung des Herrn.

## Orthodoxe Kirchen
Im Kirchenjahr der orthodoxen Kirche hat nur das Osterfest eine Oktav; das Weihnachtsfest dauert dort zwei Wochen bis zur Theophanie am 6. Januar. In der Osteroktav und den zwei Wochen nach Weihnachten entfallen dort wegen des festlichen Charakters alle Fastentage. Andere Feste haben bei den Orthodoxen keine Oktav.

## Abgeleiteter Sprachgebrauch
Die seit dem Hochmittelalter üblichen Oktaven nach zahlreichen Heiligenfesten fielen infolge der liturgischen Neuordnung ab etwa 1955 fort. In der Volksfrömmigkeit werden zuweilen örtliche Festwochen zu Heiligen- und Patronatsfesten weiterhin als Oktav bezeichnet, etwa die „Anna-Oktav“ mit Annakirmes in Düren, die Wallfahrtsoktav zum Hl. Judas Thaddäus in Heisterbacherrott, die Gezelin-Oktav in Leverkusen-Schlebusch oder die Muttergottesoktav in Luxemburg.